# Караваев, Олег Борисович
Оле́г Бори́сович Карава́ев (латыш. Oļegs Karavajevs; 13 февраля 1961, Барнаул — 6 октября 2020, Вюрцбург, Бавария) — советский и латвийский футболист, вратарь. В 1990-х годах был одним из основных вратарей сборной Латвии.

## Карьера
С 1992 года по 1999 год Караваев провёл в сборной Латвии 38 игр. Он конкурировал с Раймондом Лайзаном, который играл в «Сконто», но ему всё-таки удалось провести на 7 игр больше. Караваев участвовал в некоторых исторических для Латвии играх, например, в 1992 году в играх с Данией, тогдашним чемпионом Европы, и Испанией, одной из сильнейших сборных мира. В своих последних играх в 1999 году против Греции и Албании ему также удалось сохранить ворота в неприкосновенности — две нулевые ничьи.

## Достижения
- Чемпион Латвии: 1998
- Обладатель Кубка Латвии: 1999
- Лучший вратарь чемпионата Латвии: 1998